# Jabber Open Source License
Die Jabber Open Source License (JOSL) ist eine Lizenz für freie Software. Sie war ursprünglich von der Open Source Initiative anerkannt, wurde jedoch als Reaktion auf die ausufernde Zahl an Open-Source-Lizenzen im August 2006 fallengelassen. Aus ihr hat sich unter anderem die BitTorrent Open Source License entwickelt. Da JOSL-lizenzierte Projekte nur unter einer bestimmten Klasse von Lizenzen neulizenziert werden dürfen, ist sie nicht kompatibel mit der GPL und wird von dem GNU-Projekt nicht empfohlen.

## Verbreitung
Es existiert kein offizielles Verzeichnis mit Software, welche unter der JOSL steht. Auf dem Hostingportal SourceForge sind derzeit 44 Projekte eingetragen, welche diese Lizenz verwenden. (Stand: Februar 2010)